# (10029) Hiramperkins
(10029) Hiramperkins (1981 QF) – planetoida z pasa głównego asteroid okrążająca Słońce w ciągu 4,09 lat w średniej odległości 2,56 j.a. Odkryta 30 sierpnia 1981 roku.